# One on One (Cheap Trick)
One on One è il sesto album in studio della rock band Cheap Trick, pubblicato nel 1982. È il primo con Jon Brant al basso al posto di Tom Petersson.

## Tracce
1. I Want You – 3:02 —  (Rick Nielsen)
2. One on One – 3:05 —  (Rick Nielsen)
3. If You Want My Love – 3:36 —  (Rick Nielsen)
4. Oo La La La  – 3:14 —  (Rick Nielsen, Robin Zander)
5. Lookin' Out For Number One – 3:44 —  (Rick Nielsen)
6. She's Tight – 2:58 —  (Rick Nielsen)
7. Time is Runnin' – 2:19 —  (Rick Nielsen)
8. Saturday At Midnight – 2:58 —  (Rick Nielsen, Robin Zander)
9. Love's Got a Hold on Me  – 2:35 —  (Bun E. Carlos, Rick Nielsen, Robin Zander)
10. I Want Be Man – 3:19 —  (Rick Nielsen)
11. Four Letter Word – 3:37 —  (Rick Nielsen, Robin Zander)

## Singoli (Lato A/Lato B)
- (1982) If You Want My Love/Four Letter Word
- (1982) She's Tight/All I Really Want To Do

## Formazione
- Robin Zander - voce, chitarra ritmica
- Rick Nielsen - chitarre, tastiere
- Bun E. Carlos - batteria
- Jon Brant - basso